# Noorse kalkkokerworm
De Noorse kalkkokerworm (Hydroides norvegica) is een borstelworm uit de familie van de kalkkokerwormen (Serpulidae). Hydroides norvegica werd in 1768 voor het eerst wetenschappelijk beschreven door Johan Ernst Gunnerus.

## Beschrijving
Deze borstelworm leeft in een beschermende kalkhoudende buis. De worm heeft ongeveer honderd segmenten, elk voorzien van chitineuze borstelharen die chaetae worden genoemd. Er zijn twaalf tot negentien paar tentakels rond het operculum, dat er schuin uitgesneden uitziet. De kop van de worm steekt uit de buis en is omgeven door een kroon van tentakels. Het ziet eruit als een lage, ronde kop, met een vrij kleine mond in het midden en 16 kleine tanden of balken rond de rand van het hoofd. De Noorse kalkkokerworm kan wel dertig millimeter lang worden. De buik is rood en de kroon is ook rood met witte dwarsbanden. Het operculum is rood of heeft twee rode ringen. Twee onderscheidende kenmerken zijn de operculaire krans en de chaetae die een kraag vormen. De buis is wit en kalkachtig, ongeveer vijftig millimeter lang en twee millimeter breed. Het is dunwandig met veel gebogen groeilijnen aan de zijkanten. Het oppervlak is glad en heeft vaak duidelijke jaarringen. De buis slingert onregelmatig door het substraat.

## Verspreiding
Deze soort komt voor in de Atlantische Oceaan, de Middellandse Zee, de Indische Oceaan, de Perzische Golf en de Rode Zee. Het wordt gevonden van de eulitorale zone tot ongeveer 350 meter en is een echte mariene soort. Dit in tegenstelling tot de invasieve soort Hydroides elegans waarmee hij soms wordt verward. 